# Free System Projekt
Free System Projekt ist ein niederländisches Musiker-Duo für Elektronische Musik, bestehend aus Marcel Engels und Ruud Heij. Die Musik orientiert sich stark am Stil von Tangerine Dream aus den 1970er Jahren, wird also der Berliner Schule zugerechnet.
Free System Projekt war ursprünglich ein Solo-Projekt, das von Marcel Engels gegründet wurde. Engels nahm auch die ersten Alben Impulse und Pointless Reminder auf, bevor Ruud Heij und Frank van der Wel Mitglieder der Band wurden. Im August 2007 verließ Frank van der Wel die Gruppe.

## Diskografie
- Impulse (1996)
- Pointless Reminder (1999)
- Okefenokee Dreams (2000)
- Okefenokee Dreams 2001 (2001)
- Atmospheric Conditions (2002)
- Passenger 4 (2004)
- Protoavis (2004)
- Impulse 2005 (2005)
- Moyland (2005)
- Gent (2007)
- Gent DVD (2007)
- Narrow Lane (2008)
- Procyon (Download-Album) (2009)
- From Hampshire to Leicester DVD (2009)
- Time out of Mind (mit Brendan Pollard und Hashtronaut) (2009)
- Mind out of Time (mit Brendan Pollard und Hashtronaut) (2010)
- Legacy (mit Gert Emmens) (2011)